# Abre los ojos (película)
Abre los ojos es una película hispano-franco-italiana de 1997, segunda de las dirigidas por Alejandro Amenábar. Su reparto está formado por Eduardo Noriega, Penélope Cruz, Chete Lera, Fele Martínez y Najwa Nimri. Los planos de sueño y realidad que se entrecruzan en la película han motivado a algunos críticos a sugerir comparaciones con la obra de teatro de Calderón de la Barca La vida es sueño (1635).

## Argumento
César es un chico guapo y rico al que le gustan mucho las mujeres, pero muy poco el compromiso. Sin embargo, en la fiesta de su cumpleaños se enamora de Sofía, la acompañante de su mejor amigo, Pelayo. Nuria, una antigua amante de César, movida por los celos provoca un accidente de coche en el que ella fallece y el rostro de César queda completamente desfigurado. A partir de ese momento, su vida cambia por completo, convirtiéndose en una horrible pesadilla.

## Reparto
- Eduardo Noriega como César.
- Penélope Cruz como Sofía.
- Najwa Nimri como Nuria.
- Fele Martínez como Pelayo.
- Gérard Barray como Duvernois
- Chete Lera como Antonio, psicólogo del centro psiquiátrico penitenciario.
- Tristán Ulloa como un camarero.

## Repercusión
En el año 2001 se rodó una adaptación en Estados Unidos de Abre los ojos, titulada  Vanilla Sky, en la que Penélope Cruz volvió a interpretar el papel de Sofía, cambiando su papel como mimo y actriz en prácticas por el de bailarina clásica.

### Premios
Goya (XIII edición)
| Categoría                     | Candidato(s)                                           | Resultado |
| ----------------------------- | ------------------------------------------------------ | --------- |
| Mejor película                | Alejandro Amenábar                                     | Candidato |
| Mejor director                | Alejandro Amenábar                                     | Candidato |
| Mejor actor protagonista      | Eduardo Noriega                                        | Candidato |
| Mejor guion original          | Alejandro Amenábar y Mateo Gil                         | Candidato |
| Mejor montaje                 | María Elena Sáinz de Rozas                             | Candidato |
| Mejor dirección artística     | Wolfgang Burmann                                       | Candidato |
| Mejor dirección de producción | Emiliano Otegui                                        | Candidato |
| Mejor maquillaje y peluquería | Paca Almenara, Colin Arthur y Silvie Imbert            | Candidato |
| Mejor sonido                  | Daniel Goldstein, Ricardo Steinberg y Patrick Ghislain | Candidato |
| Mejores efectos especiales    | Reyes Abades, Alberto Esteban y Aurelio Sánchez        | Candidato |

Festival Internacional de Cine de Tokio
| Año  | Premio                  | Resultado |
| ---- | ----------------------- | --------- |
| 1998 | Tokyo Sakura Grand Prix | Ganador   |

## Banda sonora
Vol. #1
1. "Glamour" - Amphetamine Discharge (6:03)
2. "Risingson" - Massive Attack (5:29)
3. "El detonador EMX-3" - Chucho (5:17)
4. "How do" - Sneaker Pimps (5:04)
5. "Sick of you" - Onion (4:28)
6. "T-sebo" - side effects (5:44)
7. "Flying away" - Smoke City (3:50)
8. "Arrecife" - Los Coronas (3:11)
9. "Yo mismo" - If (3:37)
10. "Tremble (goes the nigth)" - The Walkabouts (5:02)
11. "El detonador remix" – Chucho / side effects (5:01)

Vol. #2 (Instrumental)
1. "Abre los ojos" (2:28)
2. "Sofía" (1:12)
3. "Soñar es una mierda" (1:04)
4. "La operación" (1:33)
5. "¿Dónde está Sofía?" (0:54)
6. "El parque" (3:08)
7. "Hipnosis" (2:20)
8. "Quítate la careta" (2:56)
9. "Eres mi mejor amigo" (2:41)
10. "La única explicación" (2:05)
11. "Quiero verte" (6:38)
12. "Esa sonrisa" (0:53)
13. "Deja vu" (1:51)
14. "Excarcelación" (4:28)
15. "La vida" (1:46)
16. "La azotea" (5:21)
17. "Créditos finales" (3:31)

Todos los temas compuestos por Alejandro Amenábar y Mariano Marín, interpretados por la orquesta filarmónica "Ciudad de Praga", dirigida por Mario Klemens.

## Rodaje
La película se rodó en Madrid y tuvieron que cortar la Gran Vía madrileña para realizar uno de los planos centrales del filme. La escena en una clínica privada en la que el protagonista discute con el equipo médico sobre la restauración de su cara en realidad se rodó en el Faro de la Moncloa.

## Versión
- Vanilla Sky es el nombre de la versión estadounidense realizada en el 2001 protagonizada por Tom Cruise y Penélope Cruz (quien repite el mismo personaje).

## Curiosidades
- Esta es la segunda vez en que Eduardo Noriega y Fele Martínez trabajan juntos, al igual que en Tesis, en 1996, que también fue dirigida por Alejandro Amenábar.
- En la famosa escena en la que el personaje de Eduardo Noriega aparece caminando por una Gran Vía madrileña desértica, en realidad no está totalmente vacía, pues cuando se abre el plano se puede observar a una persona mirando desde su balcón (Amenábar menciona en el DVD que esto puede ser corregido digitalmente pero prefirieron dejarlo para respetar el original y porque tenía cierta gracia al no darse cuenta de este hecho hasta que fue mencionado en un programa de noticias matutino) y al fondo se puede ver un montón de gente agolpada junto al cordón policial que cerró la calle para la película. El rodaje tuvo lugar el 15 de agosto de 1996 y el Ayuntamiento de Madrid solamente concedió un permiso de 3 horas para rodar.[5]
- En la adaptación de la película, titulada Vanilla Sky y protagonizada por Tom Cruise, es la plaza de Times Square de la ciudad de Nueva York la que aparece totalmente desértica.
- Alejandro Amenábar realiza un cameo en la película. Aparece en la escena en la que Eduardo Noriega se encuentra orinando tras haber estado bebiendo en la discoteca durante toda la noche e interpreta a un chico que se ríe del personaje de Noriega por su aspecto, junto a un grupo de amigos en el que también está Mateo Gil.
- En la escena en la que un preso se encuentra haciendo zapeo en la televisión del psiquiátrico, se pueden ver fragmentos del cortometraje Himenóptero, realizado también por Amenábar.
- Alejandro Amenábar ha negado cualquier influencia sobre la película de la novela de ciencia ficción Ubik (1969), de Philip K. Dick, con la que guarda algunas similitudes.[6]
- Abre los ojos se estrenó en la misma fecha en que se estrenó Titanic.
- Muchos críticos opinan que Abre los ojos guarda ciertas similitudes o, si no, coincidencias, con Matrix, película de 1999 de las hermanas Wachowski.
- Esta película ha sido parodiada en la película Spanish Movie, en la que se muestra escenas de Eduardo Noriega y Penélope Cruz.